# Phân họ Dô nách
Phân họ Dô nách (Glareolinae) là các loài chim cùng với phân họ Cursoriinae tạo nên họ Glareolidae. Chúng có chân ngắn, cánh dài và nhọn cùng đuôi dài tòe ra.

## Mô tả
Đặc điểm khác thường nhất của phân họ này so với các loài chim được phân loại vào nhóm chim lội là chúng thường săn con mồi là côn trùng khi đang bay giống họ Én, mặc dù chúng cũng có thể bắt mồi trên mặt đất. Mỏ nhỏ cả chúng nhằm thích nghi với việc bắt mồi trên không.
Phân loài này bay rất nhanh và điêu luyện giống với chim én hay nhàn, với nhiều cú xoắn lượn và vòng nhằm đuổi theo con mồi. Chúng hoạt động mạnh nhất vào lúc bình minh và hoàng hôn, nghỉ ngơi vào thời điểm ấm áp nhất trong ngày.
Giống với phân họ Cursoriinae, phân họ Glareolinae được tìm thấy ở những vùng ấm áp hơn ở Cựu Thế giới, từ phía nam châu Âu và phía đông châu Phi đến châu Á và qua Australia. Các loài sinh sản ở vùng ôn đới là các loài di cư xa.
Hai đến bốn quả trứng của chúng được đặt trên mặt đất ở một chỗ đất nạo lộ thiên.
Các loài thuộc phân họ này có thể chạy ngay khi chúng vừa mới nở.
Loài Stiltia isabella là loài di nhất thuộc chi Glareola dành nhiều thời gian sống trên mặt đất hơn trong các loài thuộc phân họ này và có thể nằm ở trung gian giữa nhóm này và phân họ Cursoriinae.
Tên gọi tiếng Anh của phân họ "pratincole" bắt nguồn từ thuật ngữ pratincola đặt ra bởi nhà tự nhiên học người Đức Wilhelm Heinrich Kramer từ chữ prātum có nghĩa là đồng cỏ và incola có nghĩa là cư trú trong tiếng Latin.

## Danh sách các loài
- Chi Stiltia
  - Stiltia isabella
- Chi Glareola
  - Dô nách khoang cổ Glareola pratincola
  - Dô nách nâu Glareola maldivarum
  - Glareola nordmanni
  - Glareola ocularis
  - Glareola nuchalis
  - Glareola cinerea
  - Dô nách xám Glareola lactea